# Mai Nakamura
Mai Nakamura (em japonês:  中村 麻衣, Nakamura Mai; Kobe, 13 de janeiro de 1989) é uma nadadora sincronizada japonesa, medalhista olímpica. 

## Carreira
Nakamura representou seu país nos Jogos Olímpicos de 2012, não medalhando. Na Rio 2016 ela conquistou a medalha de bronze por equipes.